# Бригадное (Ленинградская область)
Брига́дное (до 1948 года Пярня, фин. Pärnä) — посёлок в Приозерском городском поселении Приозерского района Ленинградской области.

## Название
16 января 1948 года исполкомом Норсиокского сельсовета на основании постановления общего собрания граждан было принято решение о переименовании деревни Пярня в деревню Копытино. Спустя полгода собрание граждан изменило свое первоначальное решение и придумало деревне новое название — Бригадная. Окончательно последнее переименование в форме среднего рода — Бригадное, было закреплено Указом Президиума ВС РСФСР от 13 января 1949 года.

## История
В писцовой книге Водской пятины Инши Васильева Булгакова и Посника Шипилова от 1568 года упоминается деревня Перна на реке на Перне, состоявшая из 11 крестьянских дворов.

### Суворовский редут
На реке Тихая сохранились остатки крепостных сооружений первой половины XVIII века. Это предмостные укрепления на левом берегу реки и сравнительно большой редут у бывшей мельницы на правом берегу. Они были построены в 1740-х годах по плану Петра I.
Во время русско-шведской войны 1741—1743 годов укрепления были спешно усилены возведением четырёхугольного редута.
В 1791 году А. В. Суворов осмотрел и усовершенствовал Пярнский редут, о чем он писал в донесении из Кексгольма от 2 мая (поэтому редут также известен под названием Суворовского). Укрепление представляло собой небольшое четырёхугольное в плане укрепление с почти равными сторонами общей протяженностью до 40 м. Крепостной вал редута имеет у основания каменную кладку, а сверху — земляную насыпь. Общая высота вала достигала 3,5 м, толщина — 1,5 м.
Внутри укрепления, как можно видеть по его старинным планам, находились артиллерийский амбар, пороховой погреб, караульная. Редут был вооружен несколькими пушками и оборонялся двумя-тремя взводами солдат.
Укрепление было частично разрушено при прокладке Сортавальского шоссе, ныне на его месте размещаются хозяйственные постройки, принадлежащие жителям Бригадного.
На противоположном берегу реки Тихой располагались еще четыре больших редута: один близ железной дороги, а три в одном километре к западу от Сортавальского шоссе.
После русско-шведской войны 1808—1809 годов Пярнский редут утратил своё боевое значение в связи с отдалением границы.
- Один из валов Суворовского редута возле Сортавальского шоссе
- Река Тихая возле Бригадного

### В первой половине XX века
С марта 1917 года деревня Пярня находилась в составе Финляндской республики и принадлежала к общине Каукола.
В 1920 году в деревне насчитывалось 218 жителей, в 1939 — 363. Ей принадлежали земли до самого берега Ладоги, а также остров Руотсаари (ныне — остров Бурнев). Основным занятием жителей были сельское хозяйство и рыболовство.
С января 1940 года — в составе Карело-Финской ССР.
Бои обеих советско-финских войн не затронули деревню, но в 1940 году по условиям Московского мирного договора население деревни было полностью эвакуировано в Финляндию, и её стали осваивать переселенцы из СССР. В 1941 году финская армия вновь заняла деревню и в неё начали возвращаться прежние жители, но в 1944 году новое наступление советских войск вновь заставило их эвакуироваться в Финляндию, на этот раз навсегда.
С 1 ноября 1944 года деревня учитывалась в составе Норсийокского сельсовета Кексгольмского района.
С 1 октября 1948 года — в составе Ларионовского сельсовета Приозерского района.
С 1 января 1949 года деревня Пярня стала учитываться, как посёлок Бригадное в составе Ларионовского сельсовета Приозерского района.

### Современность
С 1 февраля 1963 года деревня учитывалась в составе Ларионовского сельсовета Выборгского района.
С 1 января 1965 года, вновь в составе Приозерского района. В 1965 году население посёлка составляло 500 человек.
По данным 1966, 1973 и 1990 годов посёлок Бригадное входил в состав Ларионовского сельсовета.
В 1997 году в посёлке Бригадное Ларионовской волости проживали 94 человека, в 2002 году —  72 человека (русские — 93 %).
В 2007 году в посёлке Бригадное Приозерского ГП проживали 85 человек, в 2010 году — 68 человек.

## География
Посёлок расположен в северной части района на автодороге А121 «Сортавала» (Санкт-Петербург — Сортавала — автомобильная дорога Р-21 «Кола»), в месте примыкания к ней автодороги Бригадное — Поляна.
Расстояние до административного центра поселения — 3 км.
Расстояние до ближайшей железнодорожной станции Приозерск — 5 км.
Посёлок находится на правом берегу реки Тихая и на южном берегу озера Дроздова.

## Демография
| 2007 | 2010 | 2017 |
| ---- | ---- | ---- |
| 85   | ↘68  | →68  |

## Улицы
Вербная, Гранитная, Дальняя, Дорожная, Каменистая аллея, Крестьянская, Налимовка, Офицерская, Сортавальское шоссе, Тенистая, Тихая, Тихий квартал, Хвойная.